# Ruffhouse Records
Ruffhouse Records es un sello discográfico estadounidense fundado por Chris Schwartz y Joe Nicolo en 1989 como una empresa conjunta con Columbia Records. En 1999, Schwartz y Nicolo pararon el sello, mientras que continuarían Schwartz y Kevon Glickman con RuffNation Records. Nicolo, en cambio, haría lo mismo con Judgement Records.
Kris Kross y Cypress Hill fueron los primeros éxitos. The Fugees y sus miembros en solitario (Pras, Wyclef Jean y Lauryn Hill) llevarían al sello a un nivel mucho más alto.
- Datos: Q7377914